# Leyb Rozental
Leyb Rozental (auch Lejb Rosenthal oder Leib Rosenthal; geboren am 5. November 1916 in Wilna (heute: Vilnius, Litauen), Russisches Kaiserreich; gestorben im Januar 1945, vermutlich ertränkt in der Ostsee) war ein litauisch-jüdisch-russischer Liedtexter, Dichter und Autor von Bühnenrevuen.

## Leben
Rozental war das älteste Kind einer jüdischen Familie aus dem heutigen Vilnius. Seine Eltern Fruma and Nohum Rozental sowie beide Schwestern galten als künstlerisch begabt und gebildet. Die jüngste Schwester, Chayela (andere Schreibweise: Khayele) Rozental (1924–1979), wirkte als Sängerin und Schauspielerin und sprach auch Leybs Texte im Rahmen von Theateraufführungen und Liedbeiträgen. Leyb Rozental veröffentlichte bereits im Alter von 14 Jahren seinen ersten Gedichtband.  
Als 1941 im deutsch besetzten Wilna ein jüdisches Ghetto errichtet wurde, mussten auch die Rozentals dorthin ziehen. Hier war Rozental stark engagiert im Kulturbetrieb und machte sich einen Namen als Autor von Musikaufführungen und Theaterrevuen. Sein bekanntestes Stück Yisrolik (Text: Rozental, Musik: Misha Veksler) fand seine Uraufführung im Januar 1942 ebenfalls im Ghetto. Die Inszenierungen Peshe fun Reshe und Moyshe Halt Zikh mit Texten Rozentals galten als beim Publikum besonders beliebt. Außerdem verfasste er die Liedtexte zu mehreren Ghetto-Liedern, die von Chayela Rozental wie von anderen Sängern interpretiert wurden. Die Lieder spiegelten oftmals das entbehrungsreiche Leben im Ghetto wider. Am bekanntesten wurde sein Lied Mir lebn ejbig (מיר לעבן אייביק; Wir leben ewig; das Lied wurde zur Hymne des Überlebenswillens der Ghettobewohner und gilt bis heute als Synonym für jiddische Kultur), das u. a. von Esther Bejarano und Nizza Thobi sowie dem Ernst-Bloch-Chor interpretiert wurde.
Als das Wilnaer Ghetto 1943 liquidiert werden sollte, verbrachte man Leyb Rozental mit dem Transport 64 am 7. Dezember 1943 in das in Estland gelegene KZ Klooga. Als die Rote Armee diese Region vom nationalsozialistischen Terror befreite, wurden die verbliebenen Häftlinge auf einen Todesmarsch geschickt und mutmaßlich zum Jahresbeginn 1945 von den Deutschen in der Ostsee ertränkt. Leybs Schwester Chayela überlebte den Holocaust und wirkte nach dem Krieg unter anderem in Frankreich, Südafrika und am Broadway in New York.